# 66-я авиационная дивизия
 66-я авиацио́нная диви́зия  (66-я ад) — авиационное воинское соединение истребительной и бомбардировочной авиации Вооружённых сил СССР в Великой Отечественной войне.

## Наименование дивизии
Дивизия несколько раз меняла свое наименование:
- 66-я авиационная дивизия;
- 66-я истребительная авиационная дивизия;
- 66-я ночная бомбардировочная авиационная дивизия[1];
- 66-я смешанная авиационная дивизия.

## История и боевой путь дивизии
66-я авиационная дивизия начала формирование в феврале 1941 года в составе ВВС Одесского военного округа с базированием штаба дивизии в городе Никополь как 66-я истребительная авиационная дивизия. В последующем, после начала войны в состав дивизии входили авиационные полки различных родов авиации, в связи с чем дивизия стала именоваться как 66-я авиационная дивизия. В перечне дивизий, входивших в состав Действующей армии, дивизия именуется как 66-я авиационная дивизия. После формирования дивизия вошла в состав 4-го авиационного корпуса дальней бомбардировочной авиации. С июля 1941 года дивизия воевала в составе ВВС Южного фронта.
В октябре 1941 года дивизия базировалась на аэродромах Новошахтинска и Ворошиловграда. В ноябре — декабре 1941 года принимала участие в разгроме танковой группы Клейста под Ростовом, выполняла специальные задания по доставке боеприпасов и горючего окруженным войскам в районе Лисичанска и Барвенково, наносила бомбовые удары по переправам через р. Дон западнее Воронежа у Семилуки.
66-я авиационная дивизия 28 апреля 1942 года была расформирована. В составе действующей армии дивизия находилась с 31 июля 1941 года по 28 апреля 1942 года.

## Состав дивизии
| Части                                                     | Период                     |
| --------------------------------------------------------- | -------------------------- |
| 246-й истребительный авиационный полк                     | 04.05.1941 — 12.09.1941    |
| 295-й истребительный авиационный полк                     | 01.02.1941 — 20.10.1941    |
| 296-й истребительный авиационный полк                     | 01.02.1941 — 03.10.1941    |
| 297-й истребительный авиационный полк                     | 01.04.1941 — 16.09.1941 г. |
| 459-й ночной скоростной бомбардировочный авиационный полк | 09.11.1941 — 28.04.1942 г. |
| 724-й ночной бомбардировочный авиационный полк            | 23.11.1941 — 18.03.1942 г. |
| 662-й ночной бомбардировочный авиационный полк            | 27.11.1941 — 23.03.1942 г. |
| 622-й ночной бомбардировочный авиационный полк            | 28.12.1941 — 23.03.1942 г. |
| 650-й ночной бомбардировочный авиационный полк            | 25.01.1942 — 28.04.1942 г. |

## В составе соединений и объединений
| Дата            | Фронт (округ)          | Армия      | Корпус                                                  | Примечания |
| --------------- | ---------------------- | ---------- | ------------------------------------------------------- | ---------- |
| 01.02.1941 года | Одесский военный округ | ВВС фронта | 4-й авиационный корпус дальней бомбардировочной авиации | -          |
| 22.06.1941 года | Южный фронт            | ВВС фронта | 4-й авиационный корпус дальней бомбардировочной авиации | -          |
| 09.07.1941 года | Южный фронт            | ВВС фронта | -                                                       | -          |
| 28.04.1942 года | Южный фронт            | ВВС фронта | -                                                       | -          |

## Командиры дивизии
| Звание                       | Имя                         | Период                  | Примечание |
| ---------------------------- | --------------------------- | ----------------------- | ---------- |
| Полковник                    | Старостенков Иван Карпович  | 09.07.1941 — 09.09.1941 |            |
| Старший батальонный комиссар | Скворцов                    | 09.09.1941 — 20.10.1941 | ВрИД       |
| Полковник                    | Котляр Феодосий Порфирьевич | 20.10.1941 — 28.04.1942 |            |

## Участие в операциях и битвах
- Приграничные сражения с 22 июня 1941 года по 29 июня 1941 года
- Удары по Плоешти, Джурджу и Бухаресту 26 июня 1941 года
- Удары по танковым колоннам противника в районах Юров, Коростень, Житомир и отражение вражеского наступления на Уманском направлении с 10 июля 1941 года по 15 июля 1941 года
- Киевско-Прилуцкая оборонительная операция — с 13 сентября 1941 года по 26 сентября 1941 года
- Донбасская операция — с 29 сентября 1941 года по 4 ноября 1941 года.
- Ростовская оборонительная операция с 5 ноября по 16 ноября 1941 года.
- Ростовская наступательная операция — с 17 ноября 1941 года по 2 декабря 1941 года.
- Барвенково-Лозовская операция — с 18 января 1942 года по 31 января 1942 года.

| И-15 бис | И-153 | И-16 |

## Отличившиеся воины полка
- Маресьев Алексей Петрович, лётчик 296-го иап в период с августа 1941 года по ноябрь 1941 года, удостоен звания Героя Советского Союза в составе 63-го гвардейского истребительного авиационного полка 3-й гвардейской истребительной авиационной дивизии 1-го гвардейского истребительного авиационного корпуса 15-й воздушной армии.